# 金教賢
金 教賢（キム・ギョヒョン、朝鮮語: 김교현/金敎賢、1889年4月2日 - 没年不詳）は、大韓民国の政治家、実業家。報恩面長、制憲韓国国会議員を歴任した。

## 経歴
忠清北道報恩郡出身。水原高等農林学校卒。道・郡判任官、報恩面長、商事会社支配人、郡嘱託級地方団体理事、朝鮮公立中学校校長などを務めた。1948年の初代総選挙で国会議員に当選したが、朝鮮戦争の際、北朝鮮に拉致され以後消息不明。